# 立山 (日本)
立山（日语：／ tateyama）是日本富山縣飛驒山脈（北阿爾卑斯）北部立山連峰的主峰，為中部山岳國立公園的代表山岳之一，也是日本三名山與日本百名山之一。立山是雄山（日语：／ oyama，標高3,003 m）、大汝山（日语：／ ōnanjiyama，標高3,015 m）、富士折立（日语：／ hujinooritate，標高2,999 m）三座山峰的總稱。雖然有時也單指雄山，但嚴格說立山連峰沒有單稱為立山的山峰。立山與劍岳是日本現在少數有冰河的山。

## 概要
「立山」非單獨的地理名稱，而是指室堂與地獄谷、彌陀原、立山火山口等地的廣域地理名，同時也包含立山信仰與遙拜登山等精神。過去山體在立山火山口，但其山頂已因侵蝕而消失。其火山熔岩與堆積物形成了台地彌陀原與五色原，而御庫裏池（ミクリガ池）、秘庫立池（ミドリガ池）則是火口湖。現在立山火山的主要火山活動在地獄谷周邊的火山氣體噴發與溫泉。
入選日本三名山、日本百名山、新日本百名山及花之百名山的立山是富山縣的象徵之一。
雄山山頂有雄山神社本宮。峰本社神殿右端前方有做為測量基準的大型黑色御影石標石（標高點3,003 m），其南南西方約70公尺處有一等三角點（標高2,991.59 m，點名為立山）標石
立山在萬葉集中寫為「多知夜麻」。

## 地理

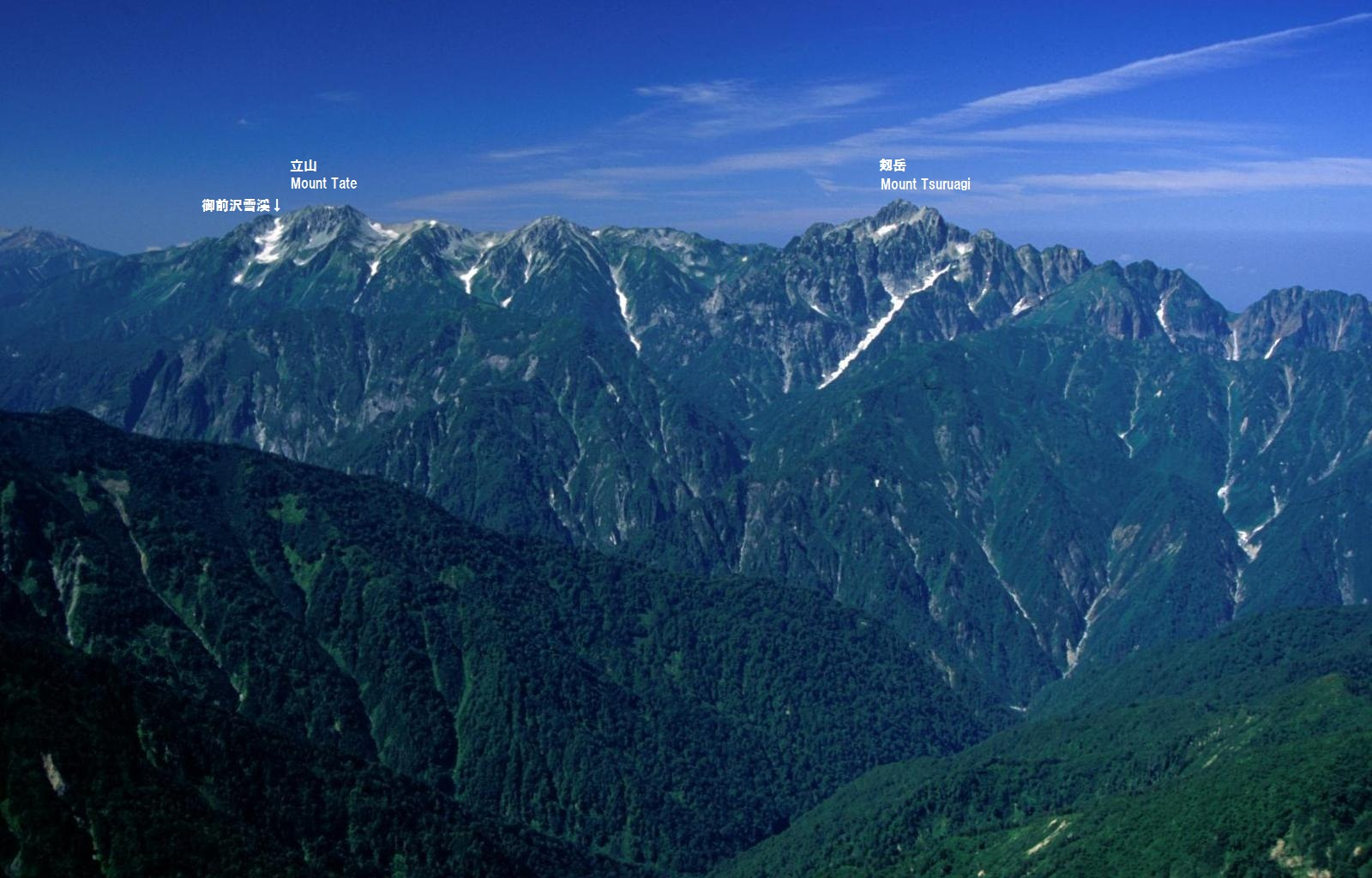
五龍岳眺望御前澤冰河與劍岳

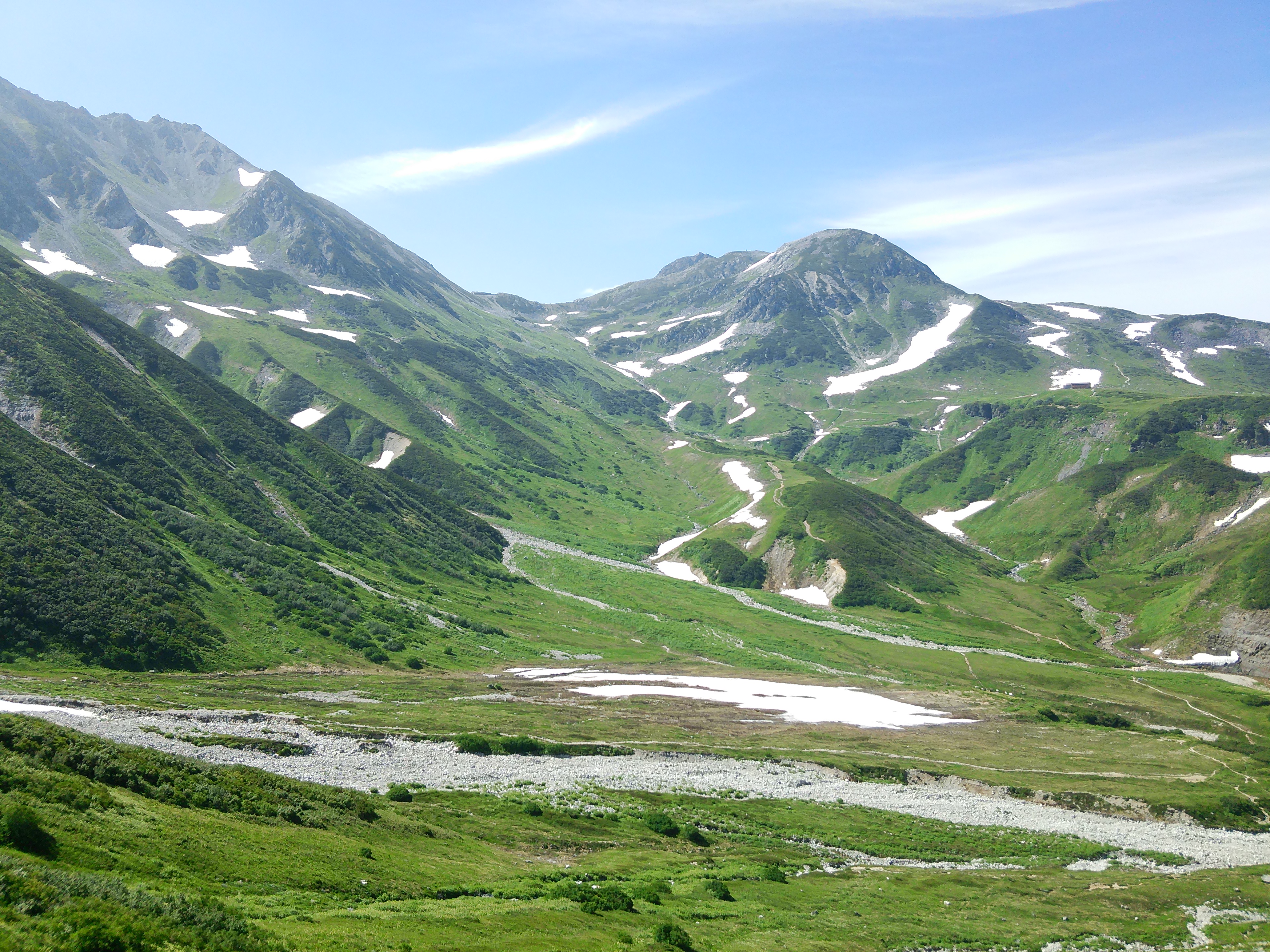
雷鳥澤眺望立山雄山與山崎圈谷

立山是日本3,000公尺以上高山中的最北端，也是富山縣最高峰、以及北陸4縣與環日本海地區最高峰。
御前澤冰河
位於雄山東側斜面的御前澤冰河全長約700公尺，面積約0.1平方公里。是日本少數現存的冰河，為黑部川水源之一。
山崎圈谷
山崎圈谷位於雄山西側斜面。1905年（明治38年）由地理學者、帝國大學理科大學（現東京大學）教授山崎直方博士發現，是日本首次發現的冰河地形。1945年（昭和20年）與藥師岳東側圈谷群一同指定為國家天然紀念物。

### 周邊主要山岳

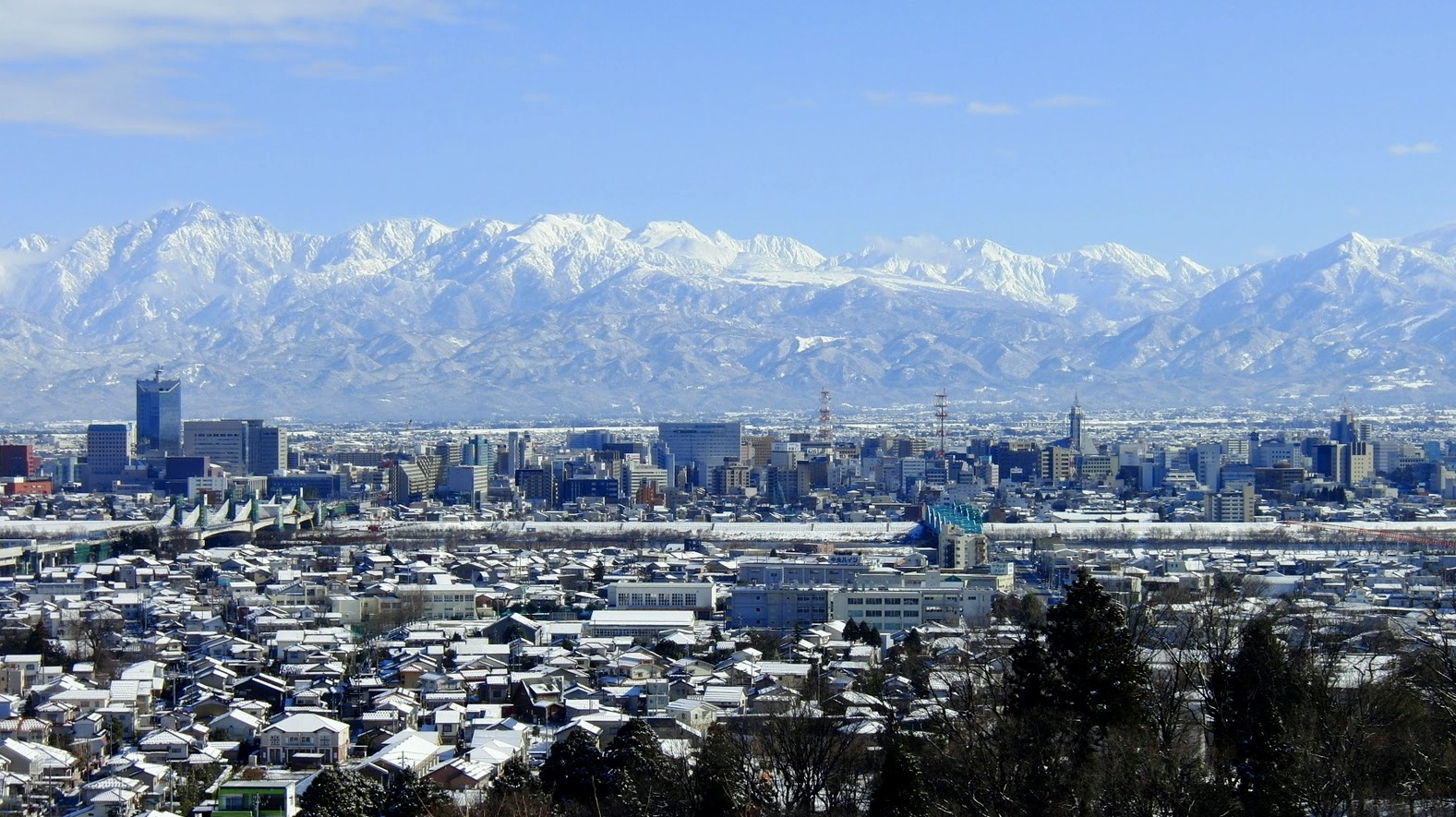
富山市眺望立山連峰

立山位於飛驒山脈（北阿爾卑斯）北部，位於主稜線三俣蓮華岳分岐出的西側稜線上。與東側延伸至親不知的後立山連峰之間以黑部川相隔。
| 照片 | 山名     | 標高 （m） | 三角點等級 點名                 | 與大汝山 的方向與距離（km） | 備註                             |
| ---- | -------- | ---------- | ------------------------------- | --------------------------- | -------------------------------- |
|      | 鹿島槍岳 | 2,889.08   | 二等 「鹿島入」                 | 東北方12.6                  | 日本百名山                       |
|      | 劍岳     | 2,999      | 2,997.07m （三等「劍岳」）      | 北方5.3                     | 日本百名山 有冰河                |
|      | 奧大日岳 | 2,611      | 2,605.94m （三等「奧大日」）    | 西北方4.3                   | 日本二百名山                     |
|      | 別山     | 2,880      |                                 | 北方2.4                     |                                  |
|      | 立山     | 3,015      | 雄山 2,991.59m （一等「立山」） | 0                           | 大汝山為最高點 日本百名山 有冰河 |
|      | 淨土山   | 2,831      |                                 | 西南方1.7                   |                                  |
|      | 藥師岳   | 2,926.01   | 二等 「藥師岳」                 | 西南方13.7                  | 日本百名山                       |

### 周邊主要山道
- 室堂乘越：奧大日岳與劍御前之間的西側鞍部
- 新室堂乘越：奧大日岳與劍御前之間的東側鞍部
- 別山乘越：劍御前與別山之間的鞍部
- 真砂乘越：別山與真砂岳之間的鞍部
- 一之越：雄山與淨土山之間的鞍部
- 佐良峠（日语：ザラ峠）：獅子岳與五色原之間的鞍部

### 河川
以下河川流入富山灣。
- 黑部川（黑部水壩所在河川。）
- 常願寺川
- 稱名川（常願寺川支流，有日本高低落差最大的稱名瀑布。）

## 自然
冬季有西伯利亞寒風帶來日本海水氣，為立山一帶帶來大量降雪，是世界知名的豪雪地帶，最低溫在零下20℃以下。
室堂周邊往上是森林界限的偃松帶，有許多岩雷鳥棲息。作為花之百名山之一，室堂周邊在融雪後可見許多高山植物開花，雖然有立山龍膽、立山靫草、立山薊（タテヤマアザミ）、立山金梅（タテヤマキンバイ）、立山黃耆（タテヤマオウギ）等以立山命名的高山植物，但皆非立山的特有種。
|        |      |                        |                        |      |        |
| 岩雷鳥 | 偃松 | 立山龍膽（藍色、白色） | 立山龍膽（藍色、白色） | 珍車 | 車百合 |

由於登山者與觀光客的增加，為室堂周邊帶來外來植物與病原菌，對當地生態系造成嚴重威脅。為保護當地環境，立山是日本國內先行禁止私家車進入（My car規制）的地區之一，現在也持續有割草十字軍等民間志工團體推動環境保護活動。

## 人類歷史
- 701年（大寶元年） - 佐伯有賴（日语：佐伯有頼）（慈興上人）開山（日语：開山 (仏教)）[4]。（白鷹傳說）
- 1695年（元祿8年） - 加賀藩主在室堂平（日语：室堂平）為了立山寺（立山權現）參拜者設置參籠所（現在室堂山莊的前身）[12]。江戶時代由於立山信仰興盛，有許多信眾登上立山參拜。
- 1858年（安政5年）4月9日（新曆） - 安政飛越地震，原為鳶山一部分的大鳶山與小鳶山崩落消失，大量土石流入立山火山口（日语：立山カルデラ）[13]。
- 1872年（明治5年） - 太政官通達，神社佛閣地解除女人禁制。在此之前的女性只能至蘆峅寺（日语：芦峅寺）的姥堂參拜。
- 1880年（明治13年） - 立山新道（日语：立山新道）開通，連結大町市野口 - 針之木峠（日语：針ノ木峠） - ザラ峠 - 富山市原村。
- 1894年（明治27年） - 陸地測量部（日语：陸地測量部）的館潔彥（日语：館潔彦）前往立山進行測量。
- 1934年（昭和9年）12月4日 - 劃入中部山岳國立公園，此山域為特別保護地區[2]。
- 1947年（昭和22年） - 佐伯房治於地獄谷溫泉（日语：地獄谷温泉 (富山県)）建設房治小屋[14]。
- 1953年（昭和28年）6月15日 - 立山頂上郵便局於室堂開設[15]。同年7月5日開始業務[15]。
- 1954年（昭和29年） - 富山地方鐵道立山站至美女平站的立山纜車開業。
- 1963年（昭和38年） - 關西電力黑部川第四發電所（日语：黒部川第四発電所）完成。
- 1970年（昭和45年）7月10日 - 立山頂上郵便局改名為立山山頂郵便局[16]。
- 1971年（昭和46年）6月1日 - 立山黑部阿爾卑斯山脈路線全線開通。
- 1981年（昭和56年）7月18日 - 立山山頂簡易郵便局（日语：立山山頂簡易郵便局）於室堂開設[17]。同年7月20日開始業務[17]。
- 1981年（昭和56年）7月20日 - 立山山頂郵便局廢止，由小見郵便局繼承業務[18]。
- 1986年（昭和61年） - 在此之前作為山間小屋的室堂小屋（日语：室堂小屋）（立山室堂山莊）指定為富山縣指定有形文化財，翌年西側建造新的山間小屋[14]。
- 1995年（平成7年）6月27日 - 進行拆解修護的室堂小屋指定為國家重要文化財[19]。是日本最古老的山間小屋。
- 2000年（平成12年）4月28日 - 郵政省發售『立山連峰與鬱金香田·富山縣』的50日圓郵票[20][21]。
- 2008年（平成20年）8月 - 縣、地方市町以「立山、黑部〜防災大國日本的典範―信仰、砂防、發電―〜」的名義，申請立山進入文化廳的世界遺產推薦名單，但被「未有國際評價」的理由延後[22]。
- 2012年（平成24年）6月- 日本冰雪協會（日语：日本雪氷学会）在御前澤雪溪發現的冰體確認是日本稀少的現存冰河。
- 2012年（平成24年）7月3日 - 彌陀原與大日平（日语：大日平）登錄拉姆薩公約。
- 2014年（平成26年）8月28日 - 立山黑部地質公園（日语：立山黒部ジオパーク）登錄日本地質公園。

## 外部連結
- 國土地理院 地圖閲覧系統 2万5千分1地形圖名：五色原[]
- 獨法國立立山少年自然之家 （页面存档备份，存于）開山緣起
- 立山火山
- 北阿爾卑斯立山
- 氣象廳 | 弥陀原